# Emily Armstrong
Emily Marcia Armstrong (Los Angeles, 6 mei 1986) is een Amerikaanse zangeres en tekstschrijver. Ze is medeoprichtster van de rockband Dead Sara in 2005 en sinds 2024 zangeres van de rockband Linkin Park.

## Muzikale carrière
In 2002 ontmoette Armstrong gitariste Siouxsie Medley, en de twee begonnen samen muziek te schrijven en op te treden. Ze richtten in 2005 de band Dead Sara op, vernoemd naar een zin uit het Fleetwood Mac-nummer Sara. Met Dead Sara bracht ze drie albums uit.
Naast haar werk met Dead Sara werkte Armstrong samen met verschillende andere artiesten en projecten en is ze te horen op nummers van onder andere The Used en Cee Lo Green.

### Linkin Park
Op 5 september 2024 werd bekendgemaakt dat Emily de band Linkin Park ging versterken als zangeres. Tegelijkertijd met deze bekendmaking kwam ook het nummer The Emptiness Machine uit.